# ریکو براونینگ
ریکو براونینگ (انگلیسی: Ricou Browning؛ زادهٔ ۲۳ نوامبر ۱۹۳۰) یک هنرپیشه، فیلم‌نامه‌نویس، کارگردان، تهیه‌کننده، فیلم‌بردار زیرِآب و بدل‌کار اهل ایالات متحده آمریکا است. وی بین سال‌های ۱۹۴۵ تا ۱۹۶۹ میلادی فعالیت می‌کرد.
از فیلم‌ها یا برنامه‌های تلویزیونی که وی در آن نقش داشته‌است می‌توان به موجودی از باتلاق سیاه، انتقام از مخلوق و فلیپر اشاره کرد.

## زندگی شخصی و مرگ
براونینگ پسری به نام ریکو براونینگ جونیور داشت که او همچنین هماهنگ‌کننده دریایی، بازیگر و بدلکار است. او همچنین دارای سه دختر - رنه، کلی و کیم - به همراه ۱۰ نوه و ۱۱ نتیجه بود. همسرش فران در مارس ۲۰۲۰ درگذشت.
براونینگ در ۲۷ فوریه ۲۰۲۳ در سن ۹۳ سالگی در خانه خود در ساوت وست رنچز فلوریدا درگذشت.

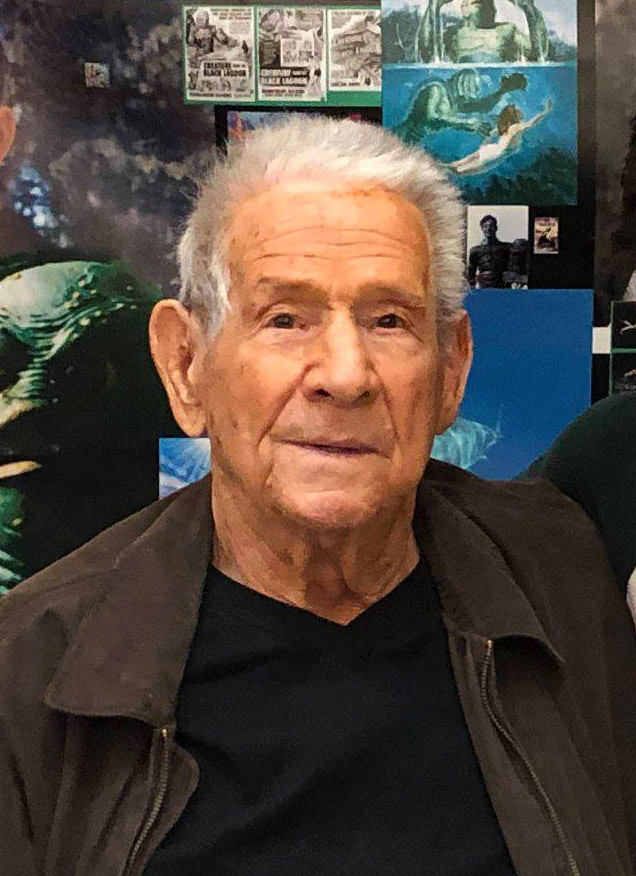
براونینگ در مارس ۲۰۱۹